# 肯尼迪冰川
肯尼迪冰川（英語：Kennedy Glacier），是南極洲的冰川，位於維多利亞地的斯科特海岸，長1.5公里，流經科特梅耶山，由美國南極名稱諮詢委員命名，現時由南極條約體系管理。